# Вибори до Європейського парламенту в Швеції 2019
Вибори до Європейського парламенту були проведені в Швеції в травні 2019 року для обрання 21 депутата Європейського парламенту від країни.

## Електоральна система
Вибори відбуваються за пропорційним представництвом, при цьому вся Швеція формує єдиний виборчий округ. Як і на виборах до шведського парламенту, використовується 4 % виборчий поріг. Розподіл місць до списків здійснюється за модифікованим методом Сент-Лагю.

## Результати
| Партія                     | Партія                     | Голоси    | %     | +/-    | Місця | +/- | Фракції    |
| -------------------------- | -------------------------- | --------- | ----- | ------ | ----- | --- | ---------- |
|                            | Соціал-демократична партія | 974 589   | 23,48 | ▼ 0,71 | 5     | ▬ 0 | СіД        |
|                            | Помірна коаліційна партія  | 698 770   | 16,83 | ▲ 3,18 | 4     | ▲ 1 | ЄНП        |
|                            | Шведські демократи         | 636 877   | 15,34 | ▲ 5,68 | 3     | ▲ 1 | ЄКР        |
|                            | Партія зелених             | 478 258   | 11,52 | ▼ 3,89 | 2     | ▼ 2 | Зелені/ЄВА |
|                            | Партія центру              | 447 641   | 10,78 | ▲ 4,30 | 2     | ▲ 1 | АЛДЄ       |
|                            | Християнські демократи     | 357 856   | 8,62  | ▲ 2,69 | 2     | ▲ 1 | ЄНП        |
|                            | Ліва партія                | 282 300   | 6,80  | ▲ 0,50 | 1     | ▬ 0 | ЄОЛ/ЛЗП    |
|                            | Народна партія — ліберали  | 171 419   | 4,13  | ▼ 5,79 | 1     | ▼ 1 | АЛДЄ       |
|                            | Феміністична ініціатива    | 32 143    | 0,77  | ▼ 4,71 | 0     | ▼ 1 | СіД        |
|                            | Партія піратів             | 26 526    | 0,64  | ▼ 1,59 | 0     | ▬ 0 | Зелені/ЄВА |
| Дійсні голоси              | Дійсні голоси              | 4 151 470 | 99,13 |        |       |     |            |
| Недійсні голоси            | Недійсні голоси            | 36 378    | 0,87  |        |       |     |            |
| Усього                     | Усього                     | 4 187 848 | 100   | -      | 21    | ▲ 1 | -          |
| Не проголосовали           | Не проголосовали           | 3 389 069 | 44,73 |        |       |     |            |
| Зареєстровані виборці/явка | Зареєстровані виборці/явка | 7 576 917 | 55,27 |        |       |     |            |

| Партії                  |                         |  | Місця |   |
| Соціал-демократи        | Соціал-демократи        |  | 5     | 5 |
| Помірні                 | Помірні                 |  | 4     | 4 |
| Шведські демократи      | Шведські демократи      |  | 3     | 3 |
| Зелені                  | Зелені                  |  | 2     | 2 |
| Центр                   | Центр                   |  | 2     | 2 |
| Християнські демократи  | Християнські демократи  |  | 2     | 2 |
| Ліві                    | Ліві                    |  | 1     | 1 |
| Народні ліберали        | Народні ліберали        |  | 1     | 1 |
| Феміністична ініціатива | Феміністична ініціатива |  | 0     | 0 |
|                         |                         |  |       |   |

| Європейські фракції |            |  | Місця |   |
| ЄНП                 | ЄНП        |  | 6     | 6 |
| СіД                 | СіД        |  | 5     | 5 |
| ЄКР                 | ЄКР        |  | 3     | 3 |
| АЛДЄ                | АЛДЄ       |  | 3     | 3 |
| Зелені/ЄВА          | Зелені/ЄВА |  | 2     | 2 |
| ЄОЛ/ЛЗП             | ЄОЛ/ЛЗП    |  | 1     | 1 |
|                     |            |  |       |   |